# Ordenstecken

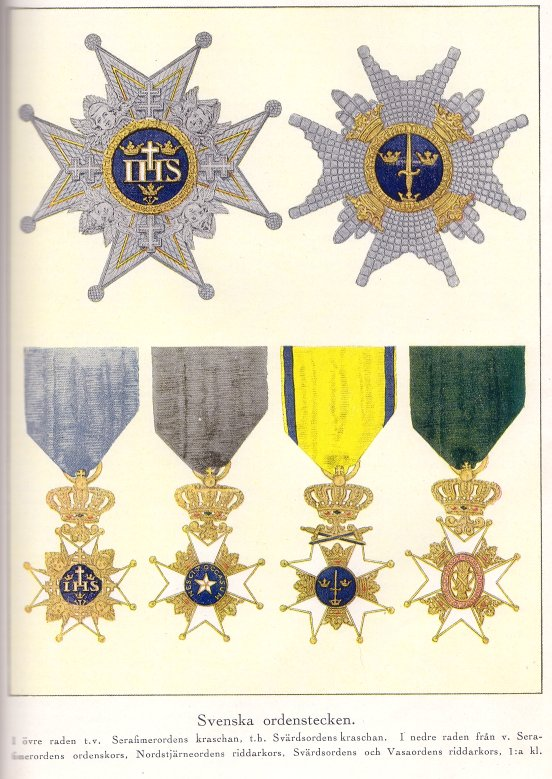
Svenska ordenstecken.

Ordenstecken eller ordensdekoration, även ordensinsignier, är en det synliga insigniet på tillhörighet till en orden, exempelvis en statsorden eller ett ordenssällskap. Inom varje orden finns vanligen olika grader (värdigheter) som medför rättighet att bära olika ordenstecken.
I de stora, gamla ordenssällskapen har ordenstecknen vissa gemensamma drag även mellan olika länder. Kors av olika typer är mycket vanliga, till exempel Johannitkors och Malteserkors och har sitt ursprung i de äldsta riddarordnarna under medeltiden. Vanliga grader är kommendör och riddare. Högre än kommendör är kommendör med stora korset. Det förekommer även underindelning i klasser, till exempel kommendör av 2:a klassen. Nästan alla ordenstecken bärs endast till högtidsdräkt (frack) men miniatyrer eller knappar kan i vissa sammanhang bäras på enklare klädsel.

## Olika typer
| Olika typer av ordenstecken | Olika typer av ordenstecken |
| Tecken                      | Typiska drag |
| --------------------------- | --- |
| Kedja                       | bred, förgylld kedja med grova, utsirade länkar. Bärs på bröstet över axlarna. Den äldsta typen, från senmedeltiden. |
| Kraschan                    | Stort, rikt dekorerat kors utan band, liknar ofta en stjärna. Bärs på bröstets lägre del. Ordet (uttal krascha'n) kommer av franska och betyder "spottloska", myntat under Franska revolutionen. Tecknet användes först av franska Helgeandsorden i slutet av 1500-talet.                                                  |
| Ordenskors                  | Ordens huvudsymbol. Bärs i kedja (en collier), i band över högra axeln (en écharpe), i halsband (en sautoir), fäst direkt på dräkten (klädeskors) eller hängande i band från bröstet (medalj) |
| Kommendörskors              | Variant av ordenskors för graden kommendör |
| Riddarkors                  | Variant av ordenskors för graden riddare |
| Medalj                      | Myntformad, hängande i ordens band. Bandets färg kan indikera olika grader / klasser |
| Knapp                       | Miniatyrsymbol som bärs till vardagsdräkt |
| Band                        | vattrat sidenband i för orden speciell färg och bredd. Finns för olika användning, dels, vanligen breda, hängande över ena axeln ned mot andra höften (en écharpe), dels för att hänga ett ordenstecken runt halsen (en sautoir) och smala, vertikala alternativt rosettknutna, för att hänga ett ordenskors eller medalj. |

## Exempel på svenska ordnar
| Orden               | Grader              | Ordenstecken                                        |
| Svenska statsordnar | Svenska statsordnar | Svenska statsordnar                                 |
| ------------------- | ------------------- | --------------------------------------------------- |
| Serafimerorden      | En grad             | Kedja, kraschan, ordenskors, medalj, knapp och band |
| Nordstjärneorden    | 5 grader            | Kedja, kraschan, ordenskors, medalj, knapp och band |
| Svärdsorden         | 5 (7) grader        | Kedja, kraschan, ordenskors, medalj, knapp och band |
| Vasaorden           | 5 grader            | Kedja, kraschan, ordenskors, medalj, knapp och band |
| Carl XIII:s orden   | 1 grad              | Halskors, bröstkors.                                |